# بکنی
بکنی  (به انگلیسی: Bokoni) روستایی در استان ساحلی، کنیا است.